# Maartenskerk (Wemeldinge)
De Maartenskerk is een protestantse kerk van de Protestantse gemeente in Wemeldinge in de provincie Zeeland.

## Geschiedenis
De parochie werd in de 11e eeuw gesticht als dochterkerk van de Westmonsterkerk in Middelburg die ook als patroonheilige Sint-Maarten had. De eerste houten kerk werd mogelijk al in de 12e eeuw vervangen door een stenen kerk en is vermoedelijk de oudste kerk van Zuid-Beveland. De circa 25 meter hoge kerktoren werd omstreeks 1350 gebouwd. Oorspronkelijk waren er ook hoektorens aanwezig die in 1607 werden afgebroken. De kerk werd gebouwd op een vliedberg en opvallend is de tweede vliedberg ten oosten van de kerk die met zijn circa 11 meter de hoogste van Zeeland is. Kort na de bouw van de toren werd een gotische driebeukige kerk gebouwd die rond 1411 werd verhoogd en onder één kap gebracht. Het koor, het schip, zuidbeuk en sacristie dateren uit de 15e eeuw.

## Beschrijving
Aan het koor zijn vensters met bakstenen kraalprofielen. De natuurstenen zuilen zijn voorzien van Brabantse kapitelen. De gewelven van de sacristie rusten op puntig opengewerkte kraagstenen. De kansel uit 1657 heeft een koperen lezenaar uit 1790 en staat in een dooptuin. Aan de zijkant van de kansel is een doopbekken bevestigd en binnen het doophek staat twee eikenhouten banken. In de kerk bevindt zich nog een herenbank uit 1655. 
Het pijporgel werd in 1899 door de firma L. van Dam gemaakt voor de Johanneskerk te Kruiningen. Deze kerk had ten gevolge van de watersnoodramp in 1953 aanzienlijke waterschade opgelopen waarna het orgel afgekeurd werd en op kosten van het rampenfonds vervangen. Het orgel werd in 1957 aangekocht door Wemeldinge. Voorheen was er geen orgel aanwezig in de kerk en dat had te maken met een testamentaire beschikking uit 1787 van Maria Coomans, die een deel van haar bezittingen aan de kerk van Wemeldinge schonk onder voorwaarde dat er geen kerkorgel voor rekening van de kerk geplaatst mocht worden. Pas in 1957 wist men de bovengenoemde beschikking te omzeilen door het orgel aan te kopen door een speciaal daartoe opgericht orgelcomité in plaats van door de kerkvoogdij. In 1991 kreeg het orgel een volledige restauratie door Flentrop Orgelbouw.

## Fotogalerij

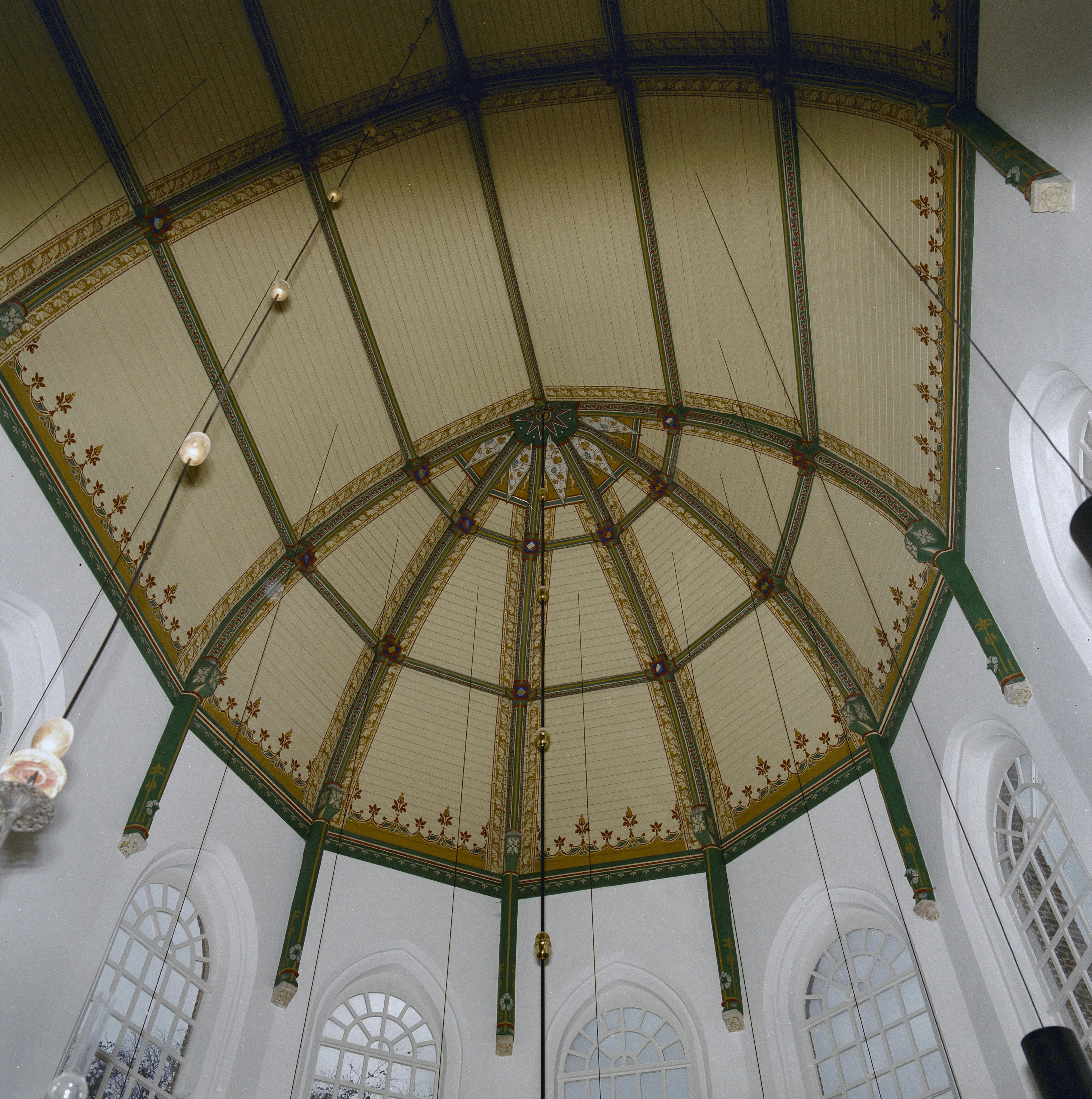
Zicht op de kapconstructie
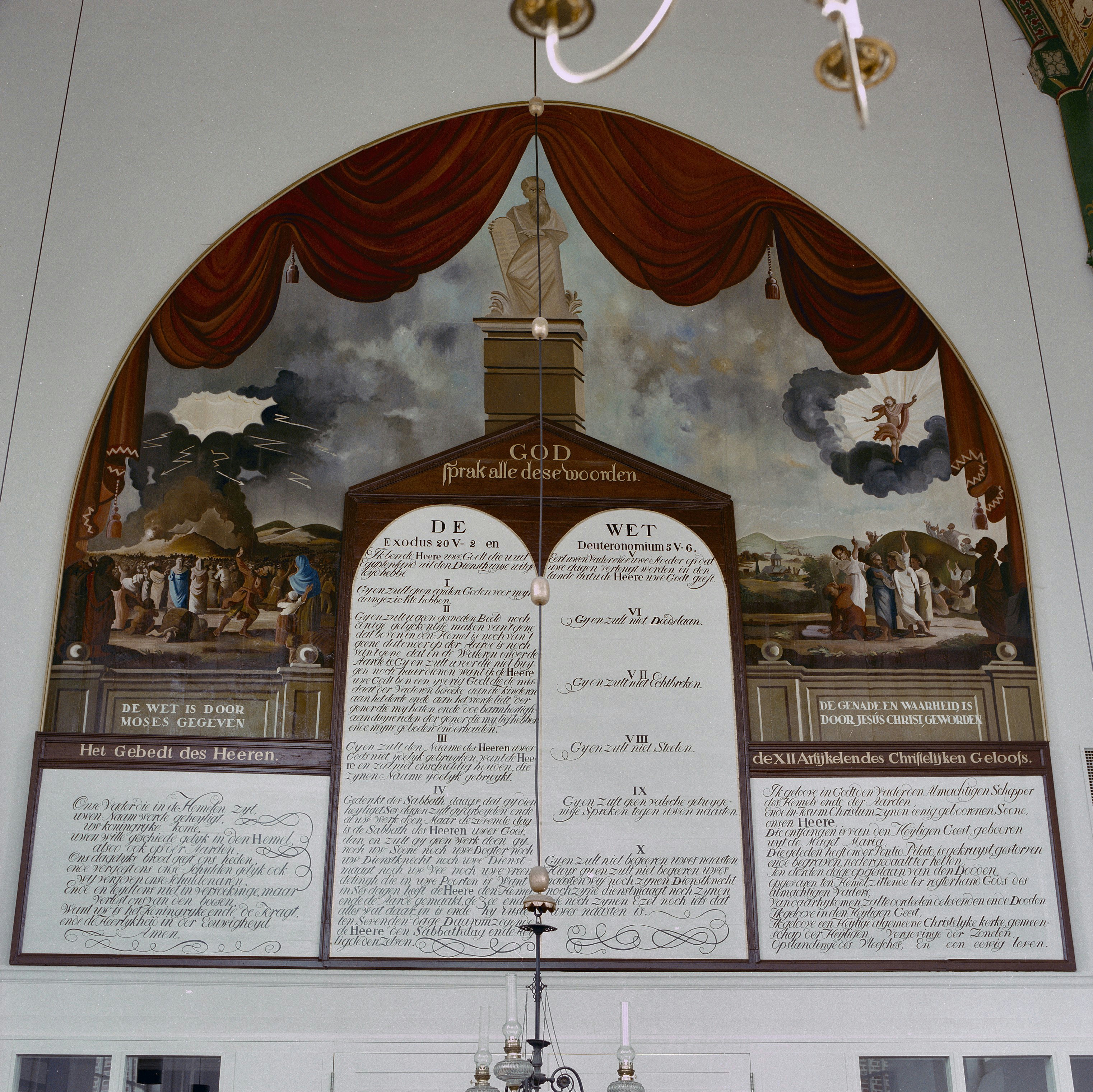
Tekstbord
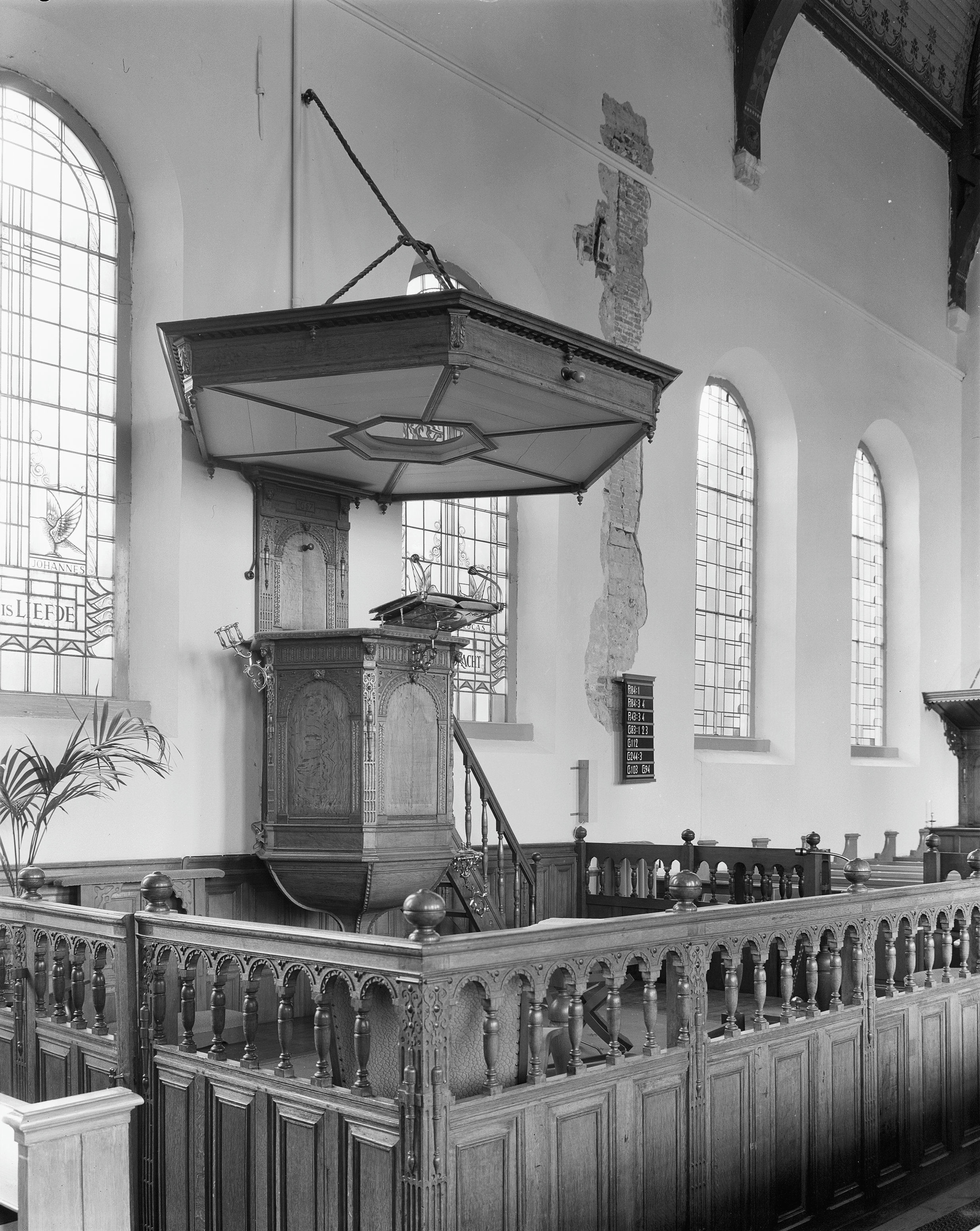
Preekstoel met dooptuin